# 兵庫県立明石西高等学校
兵庫県立明石西高等学校（ひょうごけんりつ あかしにしこうとうがっこう、英: Hyogo Prefectural Akashi Nishi Senior High School）は、兵庫県明石市二見町西二見にある県立高等学校。略称は「明西」（めいせい）、「西高」。

## 概要
1976年（昭和51年）4月　開校
- 校訓　自律・協同・誠実
- 兵庫県立高校でも数少ない、生徒数1000人を超えるマンモス校。
- 特色ある部活動として、ライフル射撃部がある。
- 校章の他に、シンボルマークおよび国際交流マークが制定されている。
- 甲南や神戸学院などの私立大学に進学する生徒が多いが、大阪大学などの国公立大学に進学する生徒もいる。
- 希望者を対象にした補講や朝早くから授業をする0限なども実施されており、公立でありながら、手厚い学習環境で有名である。
- 文化祭は市内最大級の規模を誇り、地域の風物詩ともなっている。
- 修学旅行は、例年、普通科はベトナムへ、国際人間科はロンドンへ行くことになっている。
- 兵庫県内の学区拡大により、交通の便が良いため人気が上がった高校のひとつである。

## 設置学科
全日制課程
1年
- 普通科（2-8組）
- 教育類型（1組）※普通科所属
- 国際人間科（The Department of Global Awareness）（9組）

2年　
- 普通科文型（1-4組）
- 普通科文理型（5-6組）
- 普通科理型（8組）
- 教育類型（4組）
- 国際人間科（The Department of Global Awareness）（9組）

3年
- 普通科文型（1-5組）
- 普通科文理型（6組）
- 普通科理型（8組）
- 教育類型（7組）
- 国際人間科（The Department of Global Awareness）（9組）

## 沿革
- 1976年 - 開校。
- 1986年 - 英語コースを設置。
- 1986年 - チャーチランズ高校と姉妹提携発足。
- 1994年 - トゥンク・クルシア校と姉妹提携発足。
- 2003年 - 英語コースを国際人間科へ改編。
- 2004年 - 文部科学省よりスーパーイングリッシュランゲージハイスクール研究指定校に指定。
- 2008年 - 普通科に教育類型を設置。

## 教育方針
全科共通
- 夢と希望にあふれた「行き来とした魅力ある学校」づくり
- 「チャレンジ」精神を持って自己表現を図る生徒の育成
- 国際化時代に活躍する人材の育成

国際人間科
- 広い視野と行動力の育成
- 進路に対応できる学力の養成
- コミュニケーション・表現能力の開発

教育類型
- 「総合的な学習」の時間を通して、社会や自己の将来を考える。
- 課題研究を通して、コミュニケーション能力等の「生きる力」を育成する。
- 教育に係る体験実習を通して、実践的指導力を養う。
- 「将来のリーダーや教員になる」という意識が明確で、「同じ思いを持つ仲間」という環境の中、お互いにサポートしあい、何事にも前向きに取組む姿勢を育てる。

## 入学試験選抜方法
- 普通科：3月に行われる兵庫県一般入試
- 教育類型：2月に行われる特色選抜
- 国際人間科：2月に行われる推薦入試

## 海外姉妹校
海外の2つの高校と姉妹提携を結んでいる。
- チャーチランズ高校（西オーストラリア州パース市）
- トゥンク・クルシア・カレッジ（マレーシア）

上記2校への訪問（語学研修プログラム）および受け入れによる合同授業・ホームステイ、テレビ会議システムによる交流などが行われている。
その他、韓国やタイの高校との交流など数多くの国際交流の機会がある。

## 学校行事
| - 4月 - 始業式 - 入学式 - 5月 - 中間考査 - 6月 - 明西祭（文化祭） - 7月 - 大学訪問 - 期末考査 - スポーツ大会 - 終業式 - 夏季補習 - 8月 - 夏期休暇 - オーストラリア＆マレーシア国際交流・語学研修 - 夏季補習 - イングリッシュキャンプ（国際人間科1年生） - 集中学習会 - 9月 - 始業式 - 課題考査 - 体育大会 - 姉妹校来校 - 10月 - 中間考査 - 兵庫県高等学校総合文化祭 | - 11月 - オープンハイスクール - 兵庫県高等学校総合文化祭 - 国際人間科スピーチコンテスト - 12月 - 期末考査 - 人権映画鑑賞会 - 終業式 - 冬期休暇 - 1月 - 始業式 - 課題考査 - 普通科修学旅行 - 国際人間科研修旅行 - 2月 - 国際人間科推薦入試 - 教育類型特色選抜入試 - 卒業式 - 3月 - 学年末考査 - 普通科一般入試 - スポーツ大会 - 終業式 - 春期休暇 |

## 部活動
- 運動部

男子バドミントン部、女子バドミントン部、サッカー部、男子バスケットボール部、女子バスケットボール部、ラグビー部、男子ハンドボール部、女子ハンドボール部、男子卓球部、水泳部、陸上競技部、野球部、柔道部、剣道部、空手道部、男子バレーボール部、女子バレーボール部、男子ソフトテニス部、女子ソフトテニス部、ライフル射撃部、フェンシング同好会　ほか
- 文化部

生徒会執行部、ESS部、文芸・メディア部、演劇部、吹奏楽部、家庭部、美術部、放送部、茶華道部、合唱部、科学部、ボランティア部、　ほか

## 教育環境・施設整備

### 教育環境
周囲は幼稚園、小学校、中学校、高校が隣接する文教地区となっている。山陽電車西二見駅から徒歩3分。

### 施設整備
48,000冊を超える蔵書数を誇る図書館には、生徒用パソコンも設置され、開館中に自分のアカウントで使用ができる。また、2009年度よりバーコードによる図書管理システムが導入されている。
マルチ･アクティビティールーム（通称MAR）が設置され、テレビ会議システム、LLシステム、無線インターネット設備などが完備されている。主に普通科（1年のみ）ではOCⅠの授業、国際人間科（全学年）では情報＆コミュニケーション、ディベート&ディスカッションの授業や、ALT・姉妹校生徒などの交流、プレゼンテーション発表などさまざまなことに使われている。
長期休みには、学習勉強会などが設けられ、1年生の時から受験対策を始めることができる。
希望者を対象にした補講や朝早くから授業をする0限なども実施されており、公立でありながら、手厚い学習環境で有名である。

## 周辺施設
- イトーヨーカドー明石店
- アルカスーパードラッグ二見店
- ジョイフル西二見駅前店
- 二見ファッションモール（しまむら二見店・アベイル二見店）
- マルアイ東二見店
- ディスカウントドラッグ コスモス東二見店
- 明石市立二見中学校
- 明石市立二見西小学校
- 明石市立二見西幼稚園
- 老人ホームペーパームーン
- 兵庫県立播磨南高等学校
- 播磨町立播磨南小学校
- 播磨町立播磨南中学校

## 交通アクセス
- 山陽電鉄西二見駅より徒歩3分
- JR神戸線土山駅より自転車10分
- 明石市コミュニティバス（Tacoバス）16系統・17系統 二見中学校北より徒歩3分（JR土山駅および山陽西二見駅・東二見駅から乗車可能）

## 著名な出身者
- 泉房穂 - 弁護士、参議院議員、元衆議院議員・明石市長。
- 瀬川智広 - ラグビー指導者
- 戎岡淳一 - プロボクサー
- 蓬莱大介 - 気象予報士
- 上田岳弘 - 作家、芥川賞受賞
- 卜部太郎 - 元プロサッカー選手
- 新澤由貴 - 水球女子日本代表、（東京オリンピック日本代表）